# Pyongyang Sports Club
Maillots
Le Pyongyang Sports Club, plus couramment abrégé en Pyongyang SC (en hangul : 평양시체육단, et en hanja : 平壤市體育團), est un club nord-coréen de football fondé en 1956 et basé à Pyongyang, la capitale du pays.

## Histoire
Le club est créé le 30 avril 1956 par Kim Il-sung. 
En octobre 1971, deux autres clubs, Moranbong SC et Rodongja SC sont absorbés par Pyonyang SC.
Le club entretient une rivalité avec une autre équipe de la capitale, le April 25 Sports Club.

## Palmarès
| Compétitions nationales                                                           |
| --------------------------------------------------------------------------------- |
| - Championnat de Corée du Nord (5) : - Champion : 1991, 2004, 2005, 2008 et 2009. |

## Personnalités du club

### Présidents du club
- Rim Sung-chan

### Entraîneurs du club
- Ri Chang-hun (2011-2012)
- Choe Yong-son (2012-2013)
- Ri Jong-man (2013-)